# Miya (album Jana Bo)
Miya – czwarta płyta zespołu Jan Bo wydana przez Sony Music Entertainment Poland. Powstała w 2009 roku w Woobie Doobie Studio. Premierę płyta miała 15 lutego 2010 roku. Pierwszym singlem z tej płyty został utwór „Miłości żar”, do którego krótszej wersji powstał teledysk w reżyserii Romana Przylipiaka. Na płycie gościnnie wystąpili Piotr Cugowski oraz Ula Rembalska. Album doczekał się reedycji w 2015 nakładem wydawnictwa MTJ.
Nagrania dotarły do 26. miejsca zestawienia OLiS.

## Lista utworów
Źródło:.
1. „Niech wiruje świat” (muz. i sł. J. Borysewicz) – 4:01
2. „Masz się bać” (muz. J. Borysewicz, sł. Małgorzata Szpitun) – 3:59 wokal Piotr Cugowski
3. „Znowu odchodzą” (muz. i sł. J. Borysewicz) – 6:03
4. „Miya” (muz. J. Borysewicz) – 4:38
5. „Wyspa” (muz. i sł. J. Borysewicz) – 4:07
6. „Ta ze snów” (muz. i sł. J. Borysewicz) – 3:48
7. „Nowy świat” (muz. i sł. J. Borysewicz) – 3:49
8. „Pajacyk” (muz. i sł. J. Borysewicz) – 4:49 II wokal Ula Rembalska
9. „Miłości żar” (muz. i sł. J. Borysewicz) – 4:50
10. „Dla Kuby i Pilicha” (muz. J. Borysewicz) – 4:09
11. „Spacer z lwami” (muz. J. Borysewicz) – 4:11

## Twórcy
Źródło:.
- Jan Borysewicz – gitary, śpiew, produkcja muzyczna
- Wojciech Pilichowski – gitara basowa
- Kuba Jabłoński – perkusja
- Piotr Cugowski – gościnnie śpiew (2)
- Urszula Rembalska – gościnnie śpiew (8)
- Wojciech Olszak – miksowanie, realizacja dźwięku